# Tariel Nakaidze
Tariel Nakaidze (en georgiano: ტარიელ ნაკაიძე; Julo, 20 de marzo de 1976) es un político georgiano, fundador del partido político Regiones para Georgia.

## Biografía
Originario de la aldea de Mekeidze del municipio de Julo, recibió su educación secundaria en la escuela pública del pueblo. Estudió en el departamento de lengua y literatura árabe de la Universidad Estatal de los Héroes de Ankara. En 2001-2005 trabajó en el Instituto de Investigación Científica Niko Berdzenishvili en Batumi como científico colaborador y posteriormente, entre 2004 y 2006, en el departamento de relaciones exteriores de la Universidad Estatal Shota Rustaveli de Batumi. En el periodo 2008-2020 fue presidente de la organización religiosa "Unión Musulmana de Georgia".
En las elecciones de 2020, Nakaidze fue elegido miembro del parlamento de Georgia de la décima convocatoria de Georgia con la lista de Georgia Europea. Abandonó el partido tras la decisión del partido de boicotear la legislatura y desde entonces, centró su labor parlamentaria en defender los derechos de las minorías, principalmente étnicas y religiosas.En 2023 fundó su propio partido político, Regiones para Georgia, centrado en las minorías y para las elecciones parlamentarias de 2024, Nakaidze firmó un acuerdo para ir en la lista de Chven.